# Exotis
Exotis ist ein Schweizer Verband für Pflege, Zucht und Artenschutz exotischer Vögel.
Der Verband gliedert sich in einzelne Sektionen. Mitglied kann man bei einer Sektion oder direkt beim Verband werden. Die Verbandszeitschrift Gefiederter Freund erscheint achtmal pro Jahr und informiert über alle Belange aus der Vogelwelt. Sie erreicht zurzeit (2005) ca. 1.600 Mitglieder auf der ganzen Welt. Jährliche Tagungen werden vom Verband zu aktuellen Themen abgehalten und ergänzen das Angebot der einzelnen Sektionen.
Die Arbeitsgemeinschaften APK (Arbeitsgemeinschaft der Prachtfinken, Körner- und Weichfresser) sowie die ASP (Arbeitsgemeinschaft für Sittiche und Papageien) können eigene Tagungen veranstalten. Eine jährlich erscheinende Bestandesliste gibt Auskunft über Bestände und Nachzuchten der einzelnen Arten.
Gegründet wurde der Verein 1951 von einigen Enthusiasten, denen die diversen Mutationszuchten in vielen Vereinen nicht mehr gefiel und die bei Ausstellungen keine Bewertungen vornehmen wollten. Ziel und Zweck ist gesunde Nachzuchten und Zuchtstämme exotischer Vögel zu erreichen und eine Entnahme aus der Natur zu verhindern. Zuchtprogramme für gefährdete Arten werden ebenso unterstützt wie auch die schweizerische Auffangstation für Papageien und Sittiche (APS) oder der World Parrot Trust. Kontakte zu Züchtern in der ganzen Welt und zu befreundeten Vereinen im In- und Ausland bestehen.
Der Verband hat seinen Sitz am Wohnort des amtierenden Präsidenten.